# Jan Furtok
Jan Furtok (Katowice, 1962. március 9. – 2024. november 26.) válogatott lengyel labdarúgó, csatár, edző.

## Pályafutása

### Klubcsapatban
1976–77-ben a Górnik Katowice, 1977–78-ban aGKS Katowice korosztályos csapatában kezdte a labdarúgást. 1979 és 1988 között a GKS Katowice labdarúgója volt és tagja volt az 1986-os lengyel kupagyőztes csapatnak. 1988 és 1993 között a német Hamburger SV, 1993 és 1995 között az Eintracht Frankfurt játékosa volt. 1995 és 1998 között ismét a GKS Katowice együttesében játszott.

### A válogatottban
1984 és 1994 között 36 alkalommal szerepelt a lengyel válogatottban és tíz gólt szerzett. Tagja volt az 1986-os mexikói világbajnokságon részt vevő csapatnak.

## Sikerei, díjai
GKS Katowice
- Lengyel kupa
  - győztes: 1986